# New Town (Dacota do Norte)
New Town é uma cidade localizada no estado norte-americano de Dacota do Norte, no Condado de Mountrail.

## Demografia
Segundo o censo norte-americano de 2000, a sua população era de 1367 habitantes.
Em 2006, foi estimada uma população de 1690, um aumento de 323 (23.6%).

## Geografia
De acordo com o United States Census Bureau tem uma área de
1,7 km², dos quais 1,7 km² cobertos por terra e 0,0 km² cobertos por água. New Town localiza-se a aproximadamente 579 m acima do nível do mar.

## Localidades na vizinhança
O diagrama seguinte representa as localidades num raio de 40 km ao redor de New Town.